# Korda Dezső
Korda Dezső, született Kohn (Kisbér, 1864. január 8. – Zürich, 1919. április 1.) mérnök, az első elektromos autó és a forgókondenzátor konstruktőre.

## Munkássága
Egyetemi tanulmányait 1885-ben Budapesten végezte. Franciaországban és Svájcban működött: egyik alapítója a Societé Electro-Chimie de Basel és igazgatója a Société de Fives-Lilles villamossági gyárnak. A zürichi egyetemen magántanári képesítést nyert. Fő működési területe a híradástechnika, a nagyfrekvenciájú technika és a fémkohászat volt. Úttörő eredményeket ért el az elektroötvözetek (pl. ferroszilícium) előállítása terén, ő szerkesztette az első elektromos automobilt. 1893. december 13-án Németországban szabadalmat kapott a forgókondenzátorra (72447 számon), így őt tekinthetjük ezen fontos elektrotechnikai alkatrész feltalálójának. Duna-szabályozási terveket készített és matematikai tanulmányokkal is foglalkozott.
A Francia Köztársaság Becsületrendjének lovagi címét nyerte el 1907. áprilisában.

## Főbb szakmunkái
- Magasfeszültségű erőtér létesítése villamos kondenzátorokkal
- Fényelőállítás szapora váltakozású áramokkal
- Indukció közvetítésével működő kondenzátor
- Multiplication de la fréquence des courants alternatifs